# Gong Zizhen
Gong Zizhen (né en 1792 et mort en 1841, en chinois traditionnel : 龔自珍 ; Wade : Kung Tzu-chen), nom de courtoisie (zi) Seren, nom littéraire (hao) Ding'an, est un poète, calligraphe et intellectuel chinois. Actif au dix-neuvième siècle, il est l'auteur d'œuvres qui  préfigurent et influencent les mouvements de modernisation de la fin de la dynastie Qing .

## Biographie
Il naît le 22 août 1792 dans la ville de Renhe près de Hangzhou, dans la province du Zhejiang, dans une famille d'érudits et de fonctionnaires. Il déménage à Pékin avec ses parents à l'âge de six ans, à environ 1 100 kilomètres au nord-ouest de sa ville natale. Par son éducation, il dut lire, enfant, les classiques de la littérature et poésie, ainsi que de la philosophie. Gong est un petit-fils du philologue Duan Yucai, qui attendait beaucoup de Gong et lui fit étudier les textes classiques de la période Han. Plus tard, Gong étudie la nouvelle tradition textuelle, avec Liu Fenglu, ainsi que le bouddhisme Tiantai avec Jiang Tiejun. Pourtant, Gong s'intéresse davantage à la politique et la société en grandissant. En 1821, âgé de vingt-neuf ans, Gong passe les examens civils impériaux au niveau provincial et obtient le titre de Juren, ou homme recommandé. Il occupe une série de postes métropolitains dans l'administration Qing. Son désir permanent de servir la nation est contrecarré par des échecs répétés à obtenir le titre de jinshi, ou « lettré présenté ». Quand il le réussit en 1829, son bas classement sur la liste le disqualifie pour l'Académie Hanlin. Le poste le plus élevé qu'il ait jamais occupé est celui de haut fonctionnaire du Conseil des rites et des cérémonies en 1837 ,,,.
Gong s'intéresse aux études du Gongyang Zhuan, utilisant sa théorie du cycle historique (chaos - paix ascendante - paix universelle) pour critiquer les pratiques sociales contemporaines de l'empire Qing. En 1830, l'inquiétude suscitée par l'échec des Qing à résoudre les problèmes internes et les pressions occidentales conduit Gong à se joindre à d'autres progressistes pour fonder un club littéraire afin de militer en faveur de la réforme. Contrairement à la plupart de ses compagnons politiques, Gong estime que le plus grand danger pour la société Qing n'est pas la pression occidentale mais la perte du fondement spirituel de la société. Il souligne aussi qu'en dehors des troubles intérieurs, le pays fait face aux menaces extérieures du tsar au nord et à l'agression japonaise à l'est. Dans son œuvre et son comportement, Gong Zizhen rappelait les premiers « essentiels » des Qing, enfreignant des normes sociales (par exemple, il ne respecte pas les aînés ).
Par sa position défavorable à l'opium, Gong devient confident du commissaire impérial Lin Zexu. Lorsqu'il apprit que le gouvernement Qing avait envoyé son collègue Lin dans le sud pour réprimer le commerce de l'opium, Gong, heureux, conseille à Lin de renforcer les défenses militaires sur les côtes sud et sud-est pour repousser une éventuelle invasion de navires de guerre britanniques. Cependant, se sentant impuissant (il ne pouvait renforcer le gouvernement qui demeurait mineur), Gong démissionne avec désillusion en 1839. Il est alors âgé de quarante-sept ans.
Sa frustration à la Cour le plonge dans la dépression. Il tente de soulager son malheur par le bouddhisme. Il n'y parvient cependant pas : il ne peut s'extraire du monde séculier, trop intéressé par la politique .
Sur le chemin du retour à Hangzhou, Gong a écrit trois cent quinze poèmes sous la forme traditionnelle de qiyan juaju, à sept caractères et quatre vers. Dans ces poèmes, l'écrivain rapporte ce qu'il a vu au cours de son voyage, exprime sa préoccupation pour le pays à la veille du conflit qui deviendra la Première Guerre de l'Opium et expose ses idées de réforme. Gong pense que les problèmes du gouvernement et de la société sont causés par une pénurie de talents. Il déclare que la cour impériale est composée de fonctionnaires non qualifiés et que même des voleurs « muets » et des bandits « incapables » erraient dans les rues du pays. Il prédit aussi qu'en raison de ce manque de talent, le pays sombrerait dans le chaos. Gong tombe malade à son arrivée à Danyang, dans la province du Jiangsu, à environ 200 kilomètres au nord de sa ville natale, et y meurt peu après le 26 septembre 1841.
Les poèmes que Gong écrit au cours du voyage sont compilés dans un livre à titre posthume Ji Hai Miscellaneous Poems, encore lu des Chinois au vingt-et-unième siècle. Ses premiers poèmes datent de l'âge de quinze ans, et au cours de sa vie, il compose un total de vingt-sept volumes de poésie, ainsi que plus de 300 articles et près de 800 chansons. Ses travaux incluent des annotations sur le chinois, une recherche textuelle sur les trois rituels, une revue critique de « l'histoire des dynasties Han et des derniers Han », et la vérification des noms et des objets dans « les chants de Chu »,.
Le confucianisme du nouveau texte de Gong influence  la pensée des intellectuels chinois plus tard réformateurs, en particulier Kang Youwei et l'étudiant de Kang Liang Qichao .
Une salle commémorative de Gong ouvre en 1990 à Hangzhou.